# Уфимские слободы
Уфимские слободы — поселения или районы, в разное время возникавшие в черте г. Уфы или на её периферии. Эти слободы стихийно начали появляться сразу после строительства Уфимского кремля на рубеже XVI—XVII вв. Быт жителей уфимских слобод мало напоминал городской: дома были деревянными, часто с приусадебными участками.
В Уфе за её более чем 400-летнюю историю существовало до двадцати слобод: это Архиерейская, Восточная, Золотухинская, Московская, Нижегородская, Новая, Репные (Большая и Малая), Северная, Семинарская, Солдатская, Татарская, Труниловская, Черкалихина и др.

## Архиерейская слобода
Архиерейская слобода («Архиерейка») располагалась в исторической части Уфы на склоне горы, выходящем к реке Белой. Название  получила по своему самому крупному зданию — Архиерейскому дому, который стоял над склоном вплоть до 1960-х гг. Ныне на этом месте находится Дом Правительства.
Слобода представляла собой склон горы, беспорядочно застроенный домами. К востоку от неё была Труниловская слобода, к западу — небольшая Семинарская слобода. В настоящее время эта территория находится между улицами Цюрупы и Гоголя в Кировском районе.

## Восточная слобода
Восточная слобода оформилась в конце XIX в. и вплоть до Октябрьской революции не входила в состав Уфы. Она была отделена от города Ново-Ивановским кладбищем, на месте которого сейчас находится сквер «Юбилейный». Территория Восточной слободы находится между Южным автовокзалом Уфы и Аграрным университетом (ныне здесь сквер «Юбилейный»). Прежние улицы (Николаевская, Васильевская, Ольгинская, Валентиновская, Георгиевская, Цеховая, Мариинская) либо исчезли, либо после 1917 г. получили имена в честь революционеров: это улицы Володарского, Бабушкина, Клары Цеткин, Степана Халтурина. Сама бывшая слобода находится в Советском районе.

## Московская слобода
Московская слобода возникла к северо-востоку от Уфимского кремля в 1698 г. Название она получила от московских стрельцов, сосланных в Уфу после стрелецкого бунта против Петра I. Ныне находится на территории Старой Уфы.

## Труниловская слобода
Труниловская слобода занимает территорию за Первой соборной мечетью, в Кировском районе города. Её границами являются: с юга — набережная реки Белой, с запада — Архиерейская слобода, с севера — улица Салавата, с востока — Случевская гора. Название происходит от устаревшего слова «трунить» (шутить, смеяться).
Ландшафт слободы представлен различными оврагами, застройка — небольшими домиками с огородами. Через слободу проходила Труниловская улица (ныне — улица Салавата). Сохранился также Труниловский переулок (ныне улица Зайнуллы Расулева). Из Труниловской слободы начиналась Телеграфная улица, которая сейчас известна как улица Цюрупы.

## Золотухинская слобода
Золотухинская слобода («Золотуха») располагалась на юго-востоке Уфы у реки Белой. Она появилась почти одновременно с самой Уфой в конце XVI — начале XVII в. к востоку от Уфимского кремля и тянулась как улица с запада на восток близ Усольской горы. Жители слободы были заняты в сельском хозяйстве.
Слобода начала стремительно расти в конце XIX в. и к 1917 г. насчитывала 317 дворов. После Октябрьской революции она была переименована в Пугачёвскую слободу. Ныне её территория находится в окрестностях улицы Пугачёва в Кировском районе и застраивается коттеджами.
По одной из версий получила своё название от «золотое место» — в слободе можно было легко спрятать украденное или самому уйти от погони. По другой версии от «не жизнь, а золото» — якобы жителям слободы было легче жить, чем горожанам, кормясь от богатых травой лугов для скота и от рыбной реки. По третьей версии — от золотарей, которых было много среди жителей слободы.

## Репные слободы
Большая и Малая Репные слободы — одни из первых уфимских слобод. Они появились в начале XVII в. в северной части тогдашнего города на берегу реки Сутолоки. В Репных слободах начали селиться ремесленники, особенно кузнецы, благодаря которым кузнецкий промысел сделался там главным.
Через десятилетия слободы разрослись, в XVIII в. там сформировались улицы и переулки, которые получили название от слобод: Малая Репная улица, которая в дальнейшем стала Большой Казанской, ныне — Октябрьской Революции, Большая Репная улица, в дальнейшем переименованная в Сибирскую улицу по названию проходящего через неё Сибирского тракта, ныне — улица Мингажева.
Сейчас территория бывших Репных слобод находится в Кировском районе.

## Сафроновская слобода
В начале XX в. Сафроновская (тогда — Софроновская) слобода была самой северной частью Уфы. Она до сих пор представляет собой частный сектор и застроена в основном деревянными домами. Особенностью этой слободы является то, что её улицы по-прежнему носят свои старые названия, в которых до сих пор отражается история Уфы. Названия улиц — Златоустовская, Мензелинская, Белебеевская, Стерлитамакская, Бирская — названы по городам, которые входили в состав некогда существовавшей Уфимской губернии.

## Северная слобода
Северной слободой назывался рабочий район, начинавшийся с Железнодорожного вокзала Уфы и железнодорожных мастерских и Сафроновской переправы вверх по улицам Александровской (ныне — улица Карла Маркса), Центральной (ныне — улица Ленина) и Телеграфной (ныне — улица Цюрупы) до Солдатского озера. В слободе проживал рабочий люд. В начале XX в. она являлась северной окраиной Уфы. Ныне же находится в центре города, в Советском районе.

## Солдатская слобода
Солдатская слобода находилась на правом берегу реки Сутолоки от пересечения улицы Приютской (в настоящее время — улица Кирова) и вниз по оврагам вдоль улиц Мингажева и Новомостовой. Она образовалась в начале XIX в., когда отставные солдаты начали получать земли для поселения. В 1819 г. согласно Плану Гесте эта местность оказалась в городской черте, хотя по-прежнему продолжала именоваться слободой.
Население Солдатской слободы состояло из городской бедноты: мелких ремесленников, лоточников, чернорабочих, извозчиков, грузчиков, различного криминального элемента. Здесь же (на углу улиц Мингажева и Новомостовой) размещался «Разгуляевский питейный дом», который пользовался недоброй славой. Сама слобода была плотно застроена избами-мазанками, сараями, банями и разного рода деревянными строениями. Через слободу шла Солдатская улица. Здесь же располагался Солдатский переулок.
В 1897 г. в слободе через овраг построили большую земляную дамбу, а протекавший через овраг ручей заключили в каменную трубу. Недалеко от слободы на северо-западной границе Уфы располагались каменоломни, добываемый из них камень использовался в строительстве домов и дорог.
К концу XIX в. Солдатская слобода насчитывала 48 дворов. В XX в. уже после Октябрьской Революции Солдатская улица была переименована в улицу Бела-Куна, затем в Ильменскую и, наконец, в Волочаевскую. Солдатский переулок называется теперь улицей Каховского.
Название «Солдатская слобода» вышло из употребления. Территория слободы ныне находится в Кировском районе города в зоне полной реконструкции.

## Татарская слобода
Татарская слобода впервые упоминается в документах в 1591—1592 гг. Она находилась на севере Уфы на реке Урузе. Основателем слободы был Шугур-али Конкузов, поэтому она стала называться Шугуровой деревней, а река Урузя — Шугуровкой. Ныне эта слобода стала северо-восточной частью Черниковки в Орджоникидзевском и Калининском районах.

## Черкалихина слобода
Черкалихина слобода располагалась в районе современного Телецентра на территории Ленинского и Кировского районов. С юга слободу ограничивала река Белая, с востока — Архиерейская слобода, на западе — крутой холм, на севере — Черкалихинская улица (после Революции — Краснознамённая, располагалась между улицами Валиди и Пушкина, сегодня уже не существует). В слободе был Черкалихинский овраг, располагавшийся между корпусами Башкирского государственного университета (ныне Уфимский университет науки и технологий) и на берегу Белой с памятником Салавату Юлаеву. Ныне овраг полностью реконструирован и облагорожен, располагавшиеся в нём дома снесены. Здесь теперь находится здание Конгресс-холла.
Версий происхождения названия слободы несколько. По одной из них, она названа по имени слепого Черкалихи, который был единственным выжившим при крушении лодки с пассажирами. Его именем назвали овраг, а потом и всю слободу. По другой версии, топоним происходит от имени разбойника, который похитил дочь уфимского воеводы и держал в овраге ради выкупа.